# Ar-Rahman
Ar-Rahman  (arabe : سُورَةُ ٱلرَّحْمٰنِ, français : Le Rayonnant d'amour) est le nom traditionnellement donné à la 55e sourate du Coran, le livre sacré de l'islam. Elle comporte 78 versets. Rédigée en arabe comme l'ensemble de l'œuvre religieuse, elle fut proclamée, selon la tradition musulmane, durant la période médinoise.

## Origine du nom
Bien que le titre ne fasse pas directement partie du texte coranique, la tradition musulmane a donné comme nom à cette sourate Le Tout Miséricordieux, en référence au contenu des premiers versets : « 1. Le Tout Miséricordieux.
2. Il a enseigné le Coran.
3. Il a créé l’homme.
4. Il lui a appris à s’exprimer clairement. »

## Historique
Il n'existe à ce jour pas de sources ou documents historiques permettant de s'assurer de l'ordre chronologique des sourates du Coran. Néanmoins selon une chronologie musulmane attribuée à Ǧaʿfar al-Ṣādiq (VIIIe siècle) et largement diffusée en 1924 sous l’autorité d’al-Azhar,, cette sourate occupe la 97e place. Elle aurait été proclamée pendant la période médinoise, c'est-à-dire schématiquement durant la seconde partie de la vie de Mahomet, après avoir quitté La Mecque. Contestée dès le XIXe par des recherches universitaires, cette chronologie a été revue par Nöldeke,, pour qui cette sourate est la 43e.
Si Nöldeke et Schwally ont considéré cette sourate comme homogène, de nombreux autres spécialistes la considèrent comme fortement composite. Plusieurs interpolations ont été remarquées par Blachère et Bell tandis que d’autres chercheurs, comme Wellhausen et Wansbrough ont suggéré que les passages 46–60 et 62-77 sont deux versions d’un même texte.

## Interprétations
Pour Dye, cette sourate a la forme d’un psaume coranique avec la présence d’un refrain (comme dans la sourate 77), de reprises, de répétitions de versets suggérant un chant alterné. Neuwirth compare cette sourate au psaume 136. Pour Pregill, cette composition qui évoque la littérature de l’Antiquité tardive chrétienne doit être analysée conjointement avec les formes psalmiques syriaque, grecque...
Plusieurs traditions semblent être présentées dans le texte. La présence de double tradition suggère que le texte a fait soit « l’objet de révisions », soit que deux traditions ont été combinées, soit que la plus récente a intégré la plus ancienne.
Pour Tesei, les deux mers évoquées au verset 19 sont à comprendre comme celles citée dans la cosmologie biblique, celle dessus et celle dessous le firmament. Dans les Commentaires sur la Genèse, Éphrem signale que l’une est salée et l’autre non. Pour le Coran, les deux mers se rejoignent dans un lieu appelé magma al-bahrayn.

Texte de la sourate (Coran datant de 1874)
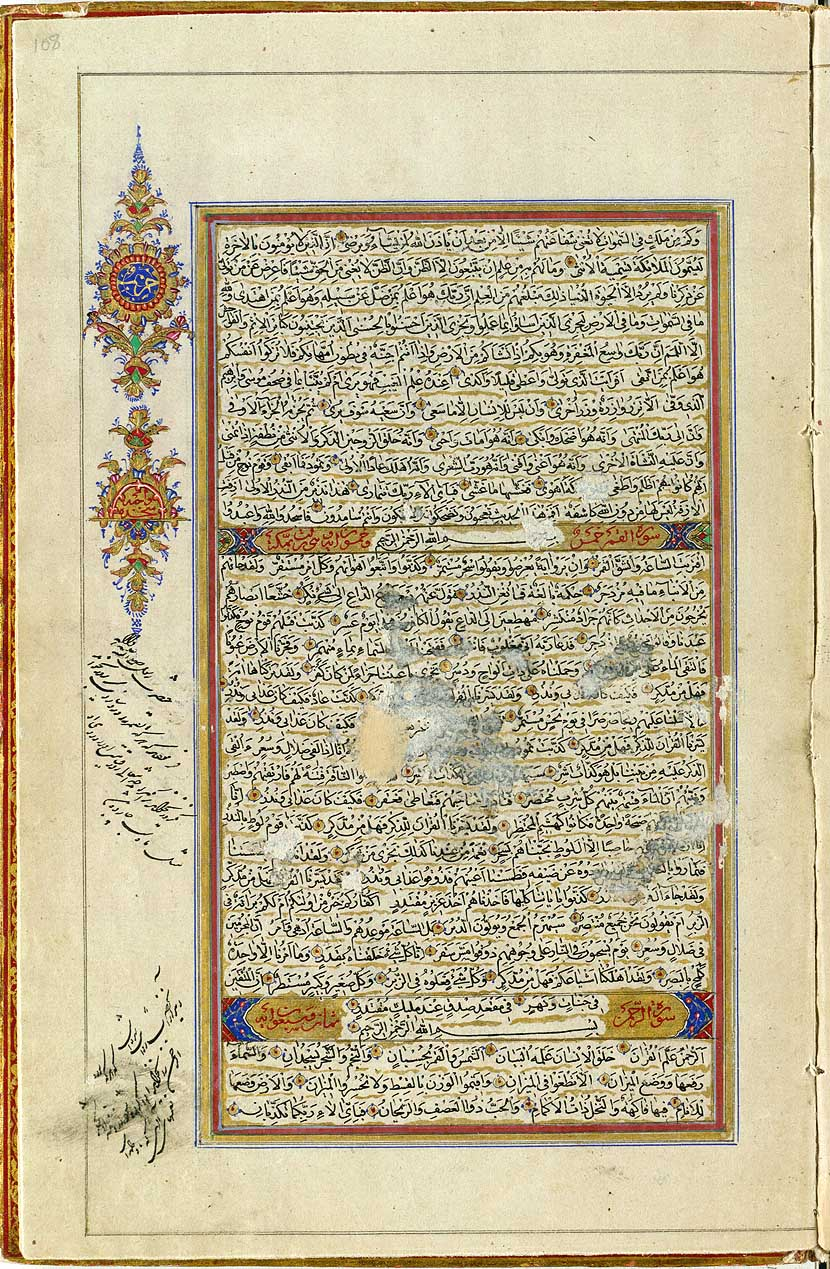
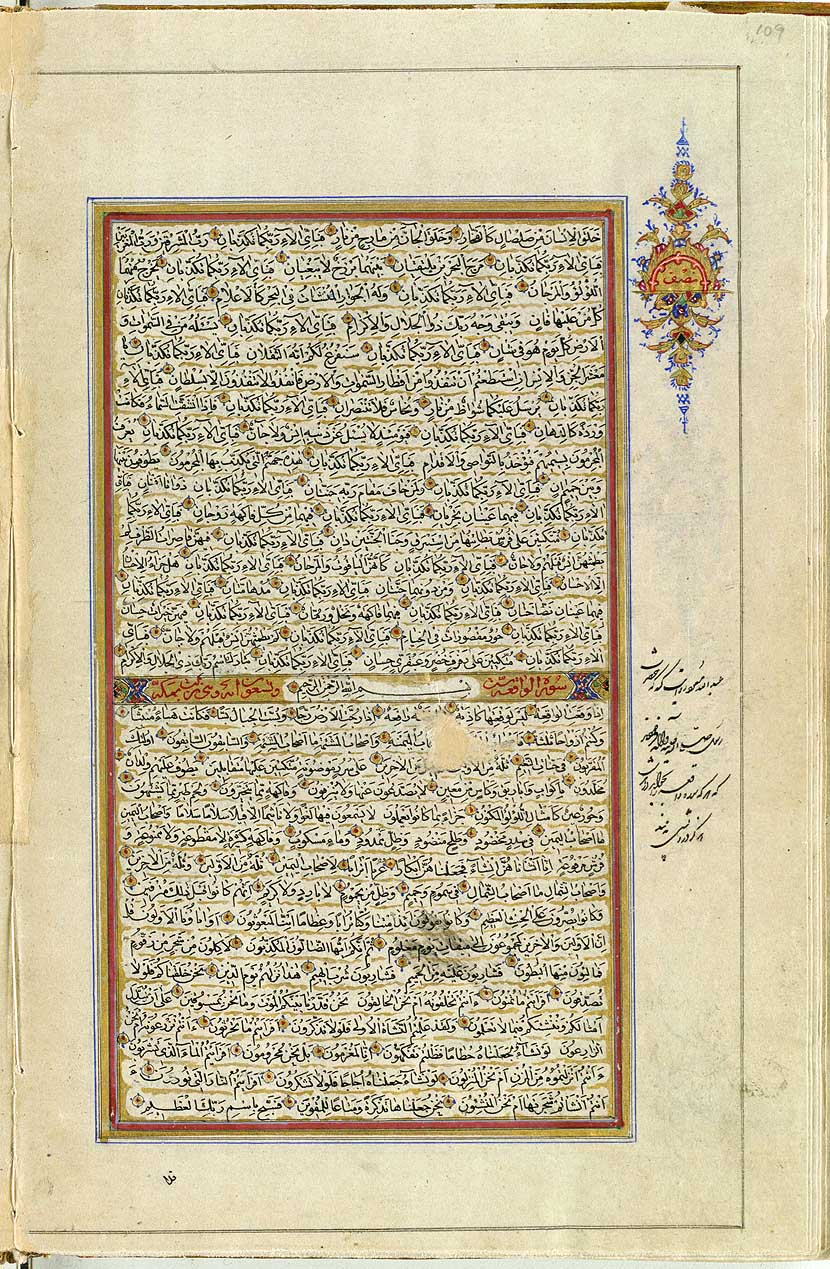